# Чіпак Дмитро Валентинович
Дмитро́ Валенти́нович Чіпак (2002—2024) — український військовослужбовець, старший лейтенант Національної гвардії України, учасник російсько-української війни, який відзначився і загинув під час російського вторгнення в Україну.

## Життєпис
Навчався в ліцеї с. Народичі Коростенського району Житомирської області. Закінчив Київський інститут Національної гвардії України.
Під час російського вторгнення в Україну проходив службу на посаді командира взводу роти спецпризначення Президентської бригади оперативного призначення Національної гвардії України.
Відзначився вправними діями. Так, у грудні 2023 року під час штурму в районі Серебрянського лісу організував оборону позиції, спланував маневр у фланг ворога та разом із гвардійцями знищив понад 20 окупантів. Неодноразово в боях рятував поранених побратимів, стримував наступи ворога та ліквідував загарбників.
Загинув 21 квітня 2024 року біля с. Діброва, Сіверськодонецького району Луганської області внаслідок поранень, яких він зазнав під час стрілецького бою.

## Нагороди
- Хрест бойових заслуг (23 серпня 2024, посмертно) — за особисту мужність, виявлену в захисті державного суверенітету та територіальної цілісності України, самовіддане служіння Українському народові[4]. Нагороду вручив президент України Володимир Зеленський рідним Дмитра Чіпака 27 грудня 2024 року[2].